# Shout (Interactiv)
Shout is een nummer van de Belgische eurodance-groep Interactiv, een groep die was ontstaan rond Isabelle A. Het nummer betekende de tweede en ook meteen de laatste single van de groep.

## Hitnotering
| Nummer | 45 | uit |